# Pirámide pentagonal elongada
En geometría, la pirámide pentagonal elongada es uno de los sólidos de Johnson (J9). Como sugiere su nombre, puede construirse elongando una pirámide pentagonal (J2) mediante la fijación de un prisma pentagonal a su base. Como cualquier otra pirámide elongada, es un poliedro autodual.
Un sólido de Johnson es uno de los 92 poliedros convexos que se componen estrictamente de caras poligonales regulares, pero que no son poliedros uniformes (es decir, no son sólidos platónicos, sólidos arquimedianos, prismas o antiprismas). Fueron nombrados por Norman Johnson, quien los enumeró por primera vez en 1966.

## Fórmulas
Fórmulas de la altura ({\displaystyle H}), área ({\displaystyle A}) y volumen ({\displaystyle V}) de la pirámide pentagonal elongada con caras regulares y aristas de longitud {\displaystyle L}:
{\displaystyle H=L\cdot \left(1+{\sqrt {\frac {5-{\sqrt {5}}}{10}}}\right)\approx L\cdot 1.525731112}
{\displaystyle A=L^{2}\cdot {\frac {20+5{\sqrt {3}}+{\sqrt {25+10{\sqrt {5}}}}}{4}}\approx L^{2}\cdot 8.88554091}
{\displaystyle V=L^{3}\cdot \left({\frac {5+{\sqrt {5}}+6{\sqrt {25+10{\sqrt {5}}}}}{24}}\right)\approx L^{3}\cdot 2.021980233}

## Poliedro dual
El dual de la pirámide pentagonal elongada tiene 11 caras: 5 triangulares, 1 pentagonal y 5 trapezoidales. 
| Dual de la pirámide pentagonal elongada | Desarrollo del dual |
| --------------------------------------- | ------------------- |
|                                         |                     |